# Comuni attraversati dalla Loira
Elenco dei comuni il cui territorio è attraversato o fiancheggiato dalla Loira, per dipartimento, a partire dalla sua sorgente fino all'estuario.
La Loira attraversa infatti 336 comuni ripartiti su 12 dipartimenti.

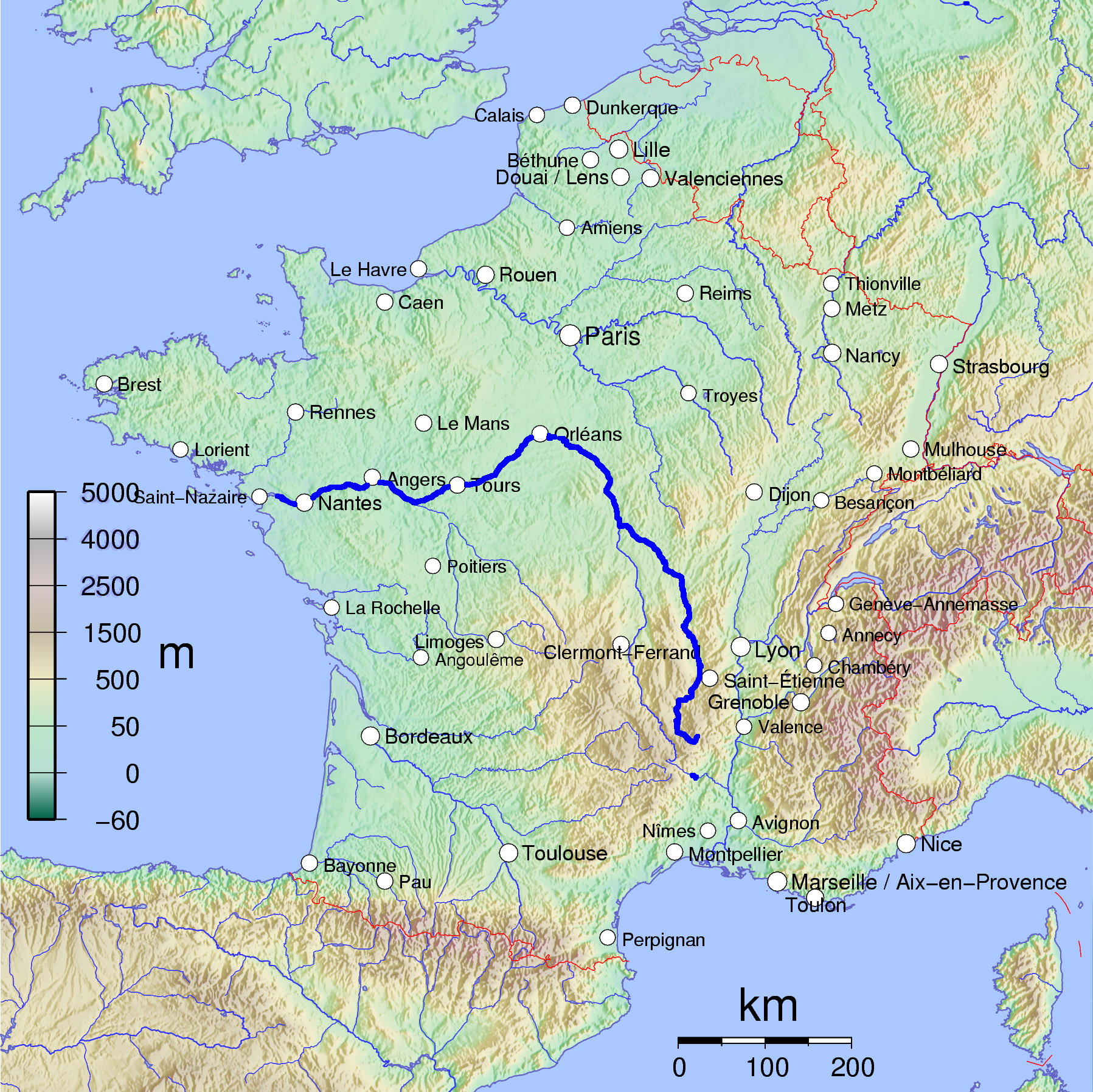
La Loira

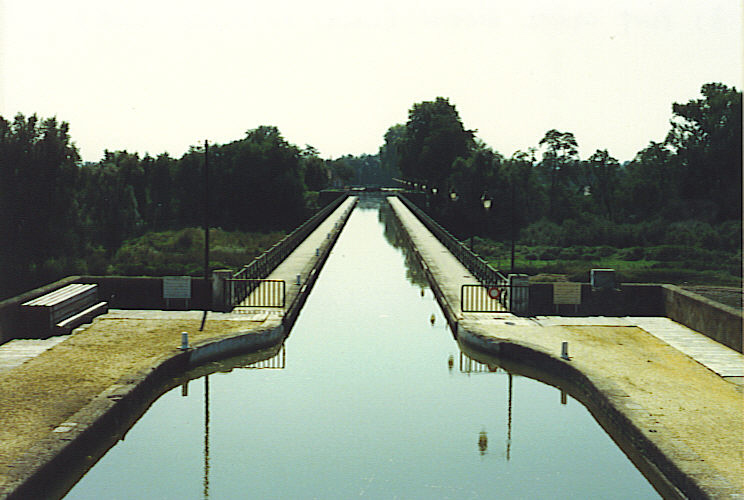
Il ponte-canale di Digoin (Saona e Loira) permette al canale laterale alla Loira di passare la Loira.

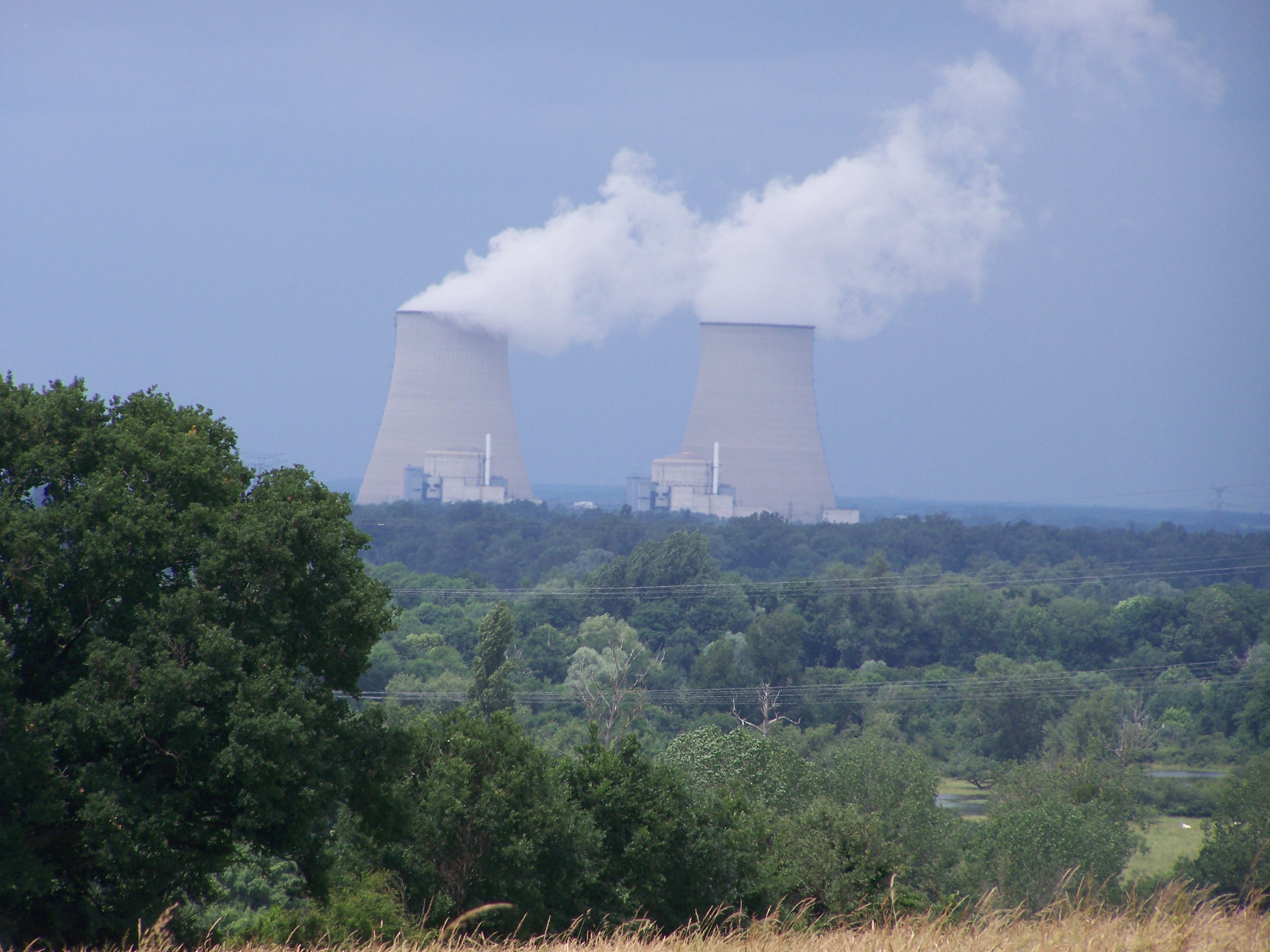
La centrale nucleare di Belleville-sur-Loire (Cher).

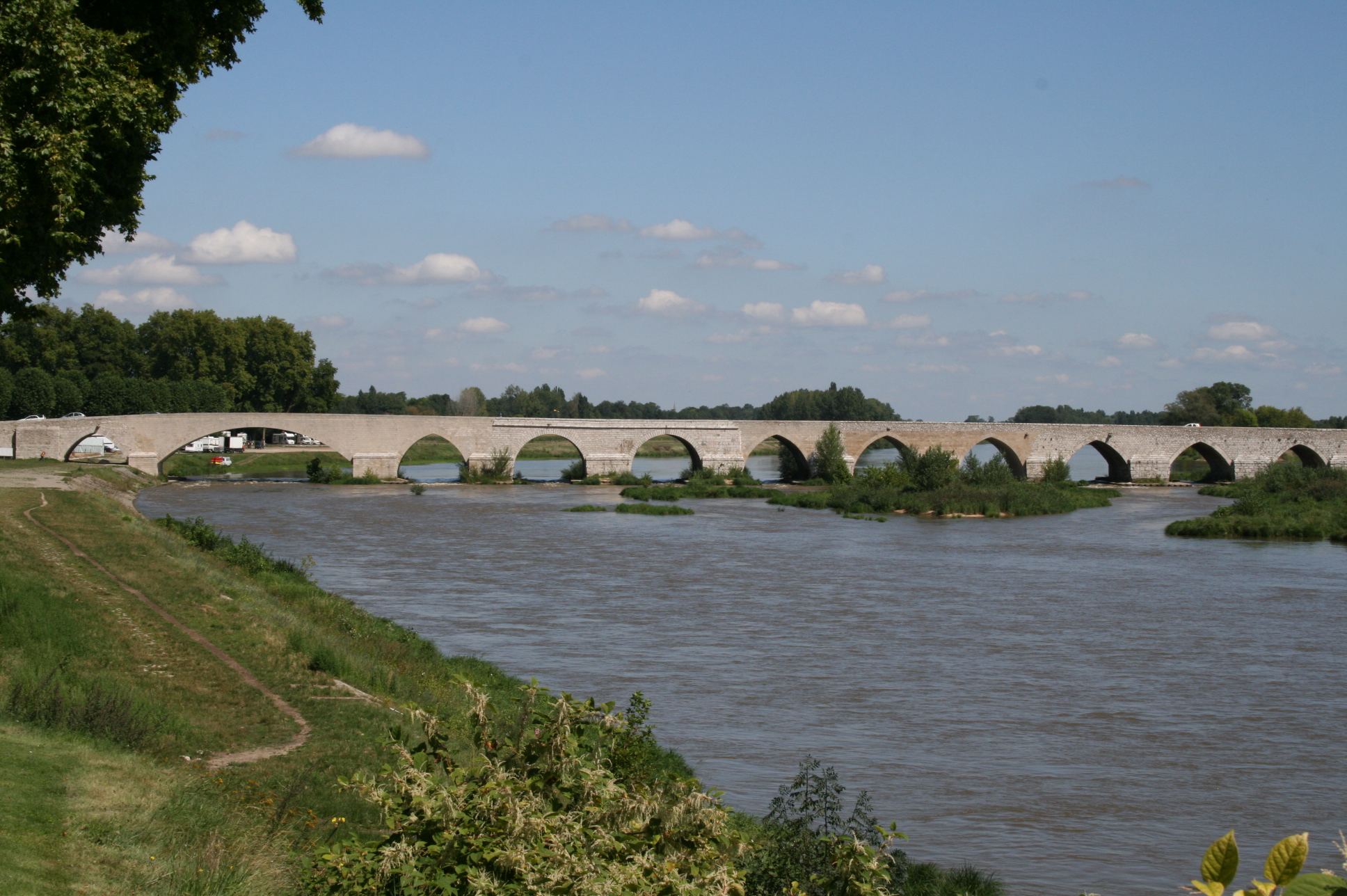
Il ponte sulla Loira a Beaugency.

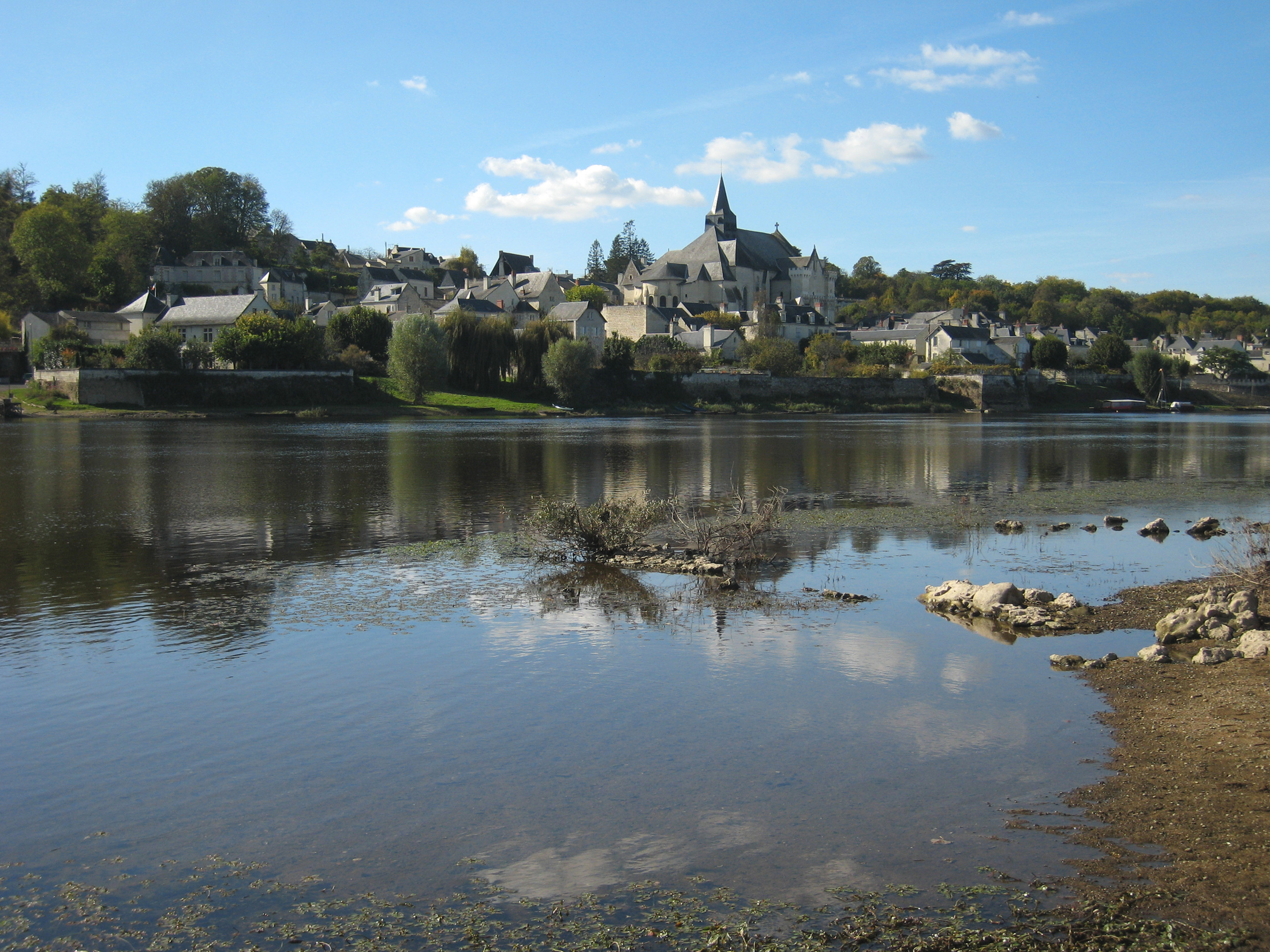
Veduta della Loira a Candes-Saint-Martin e della collegiata

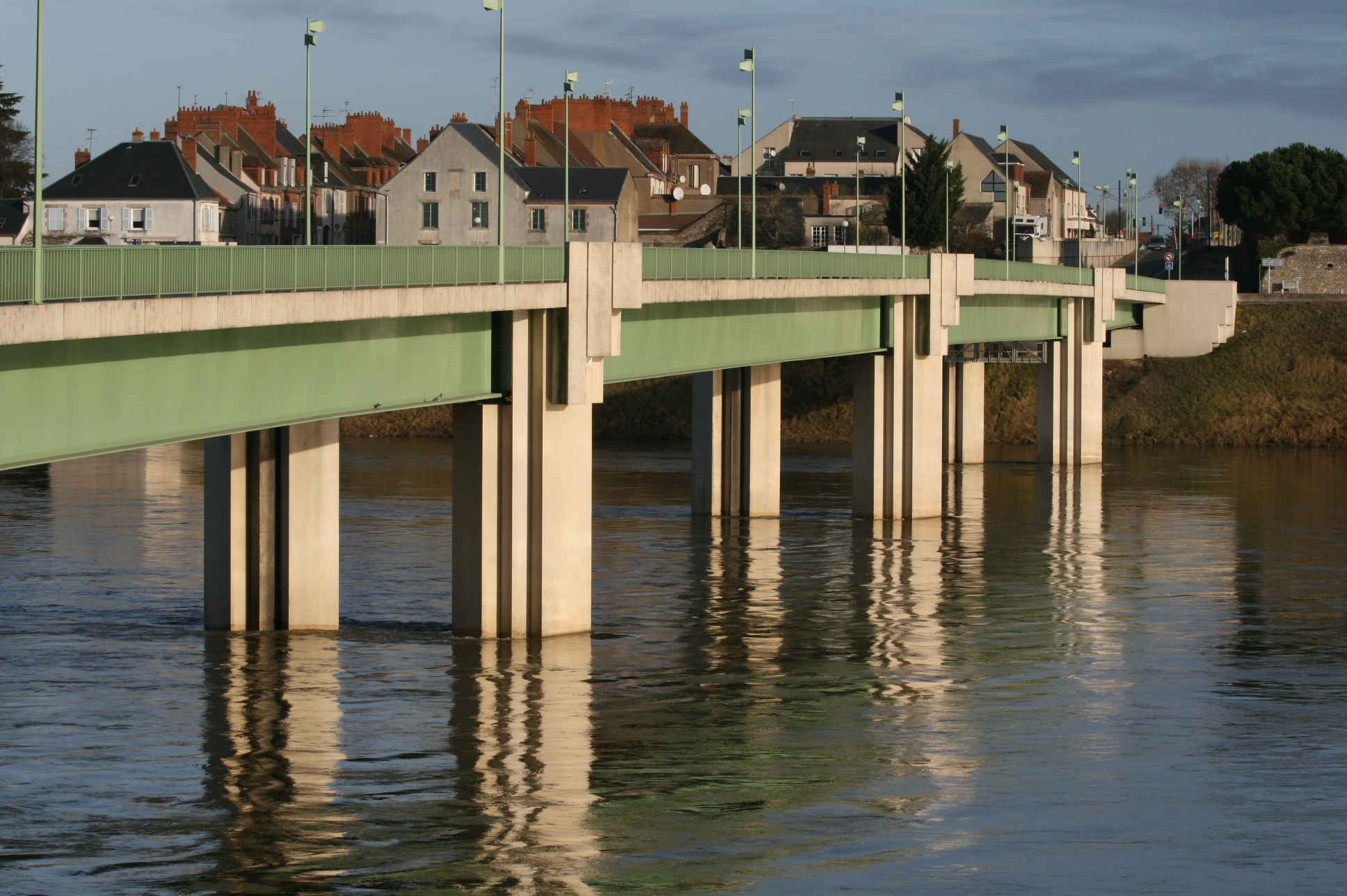
Il ponte sulla Loira tra Jargeau e Saint-Denis-de-l'Hôtel.

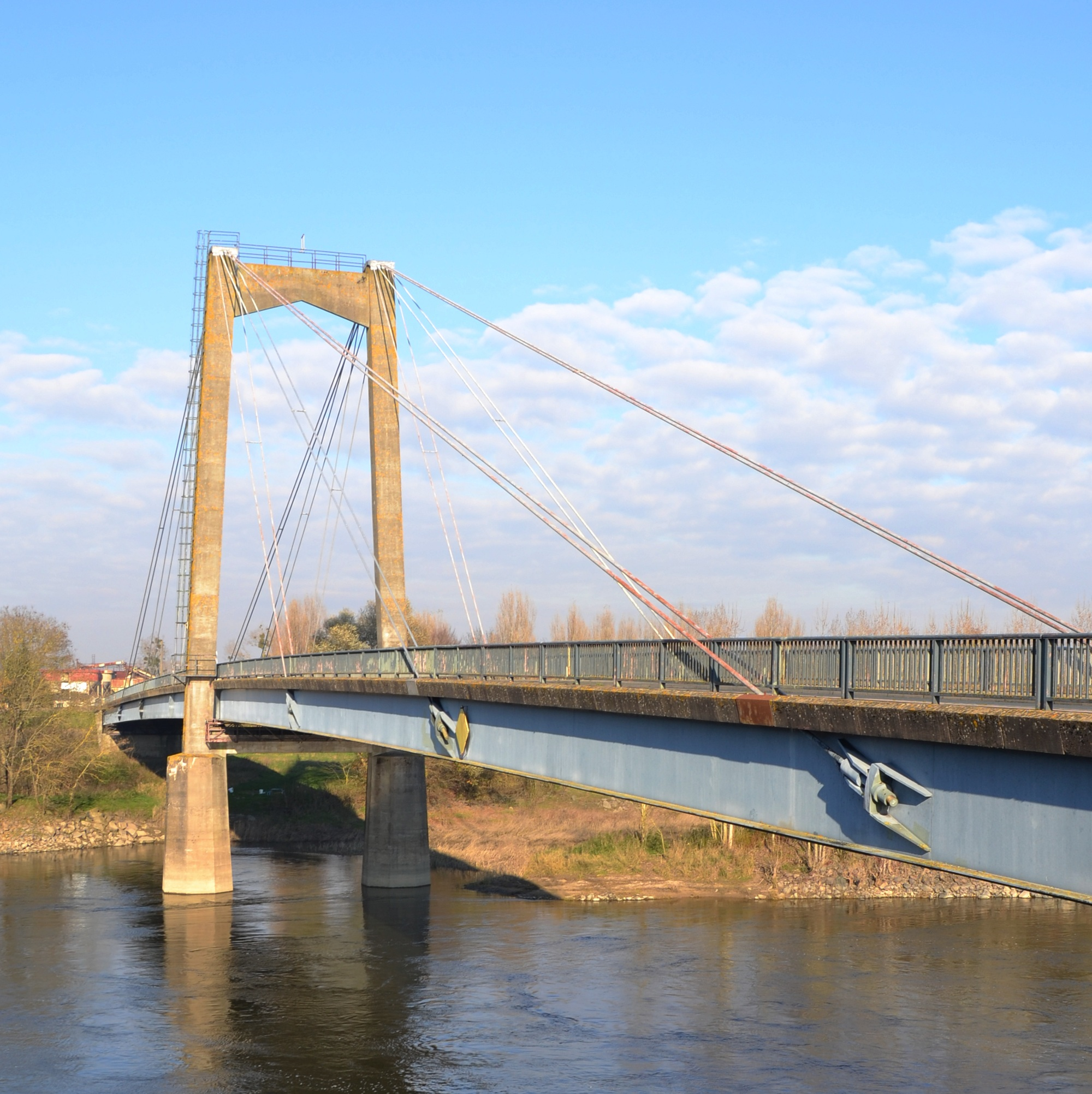
Il ponte sulla Loira a Saint-Florent-le-Vieil.

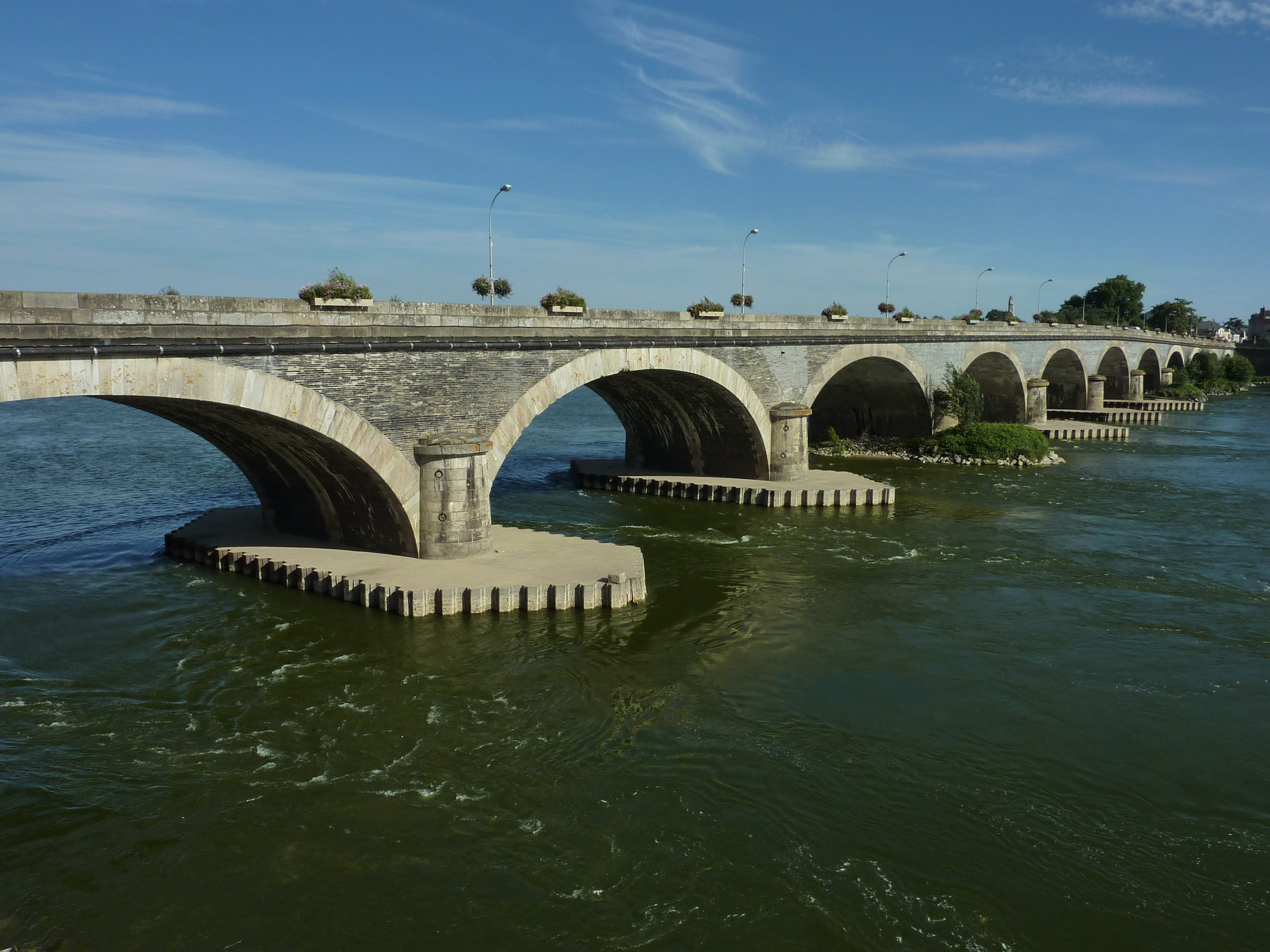
Il ponte sulla Loira di Dumnacus a Les Ponts-de-Cé.

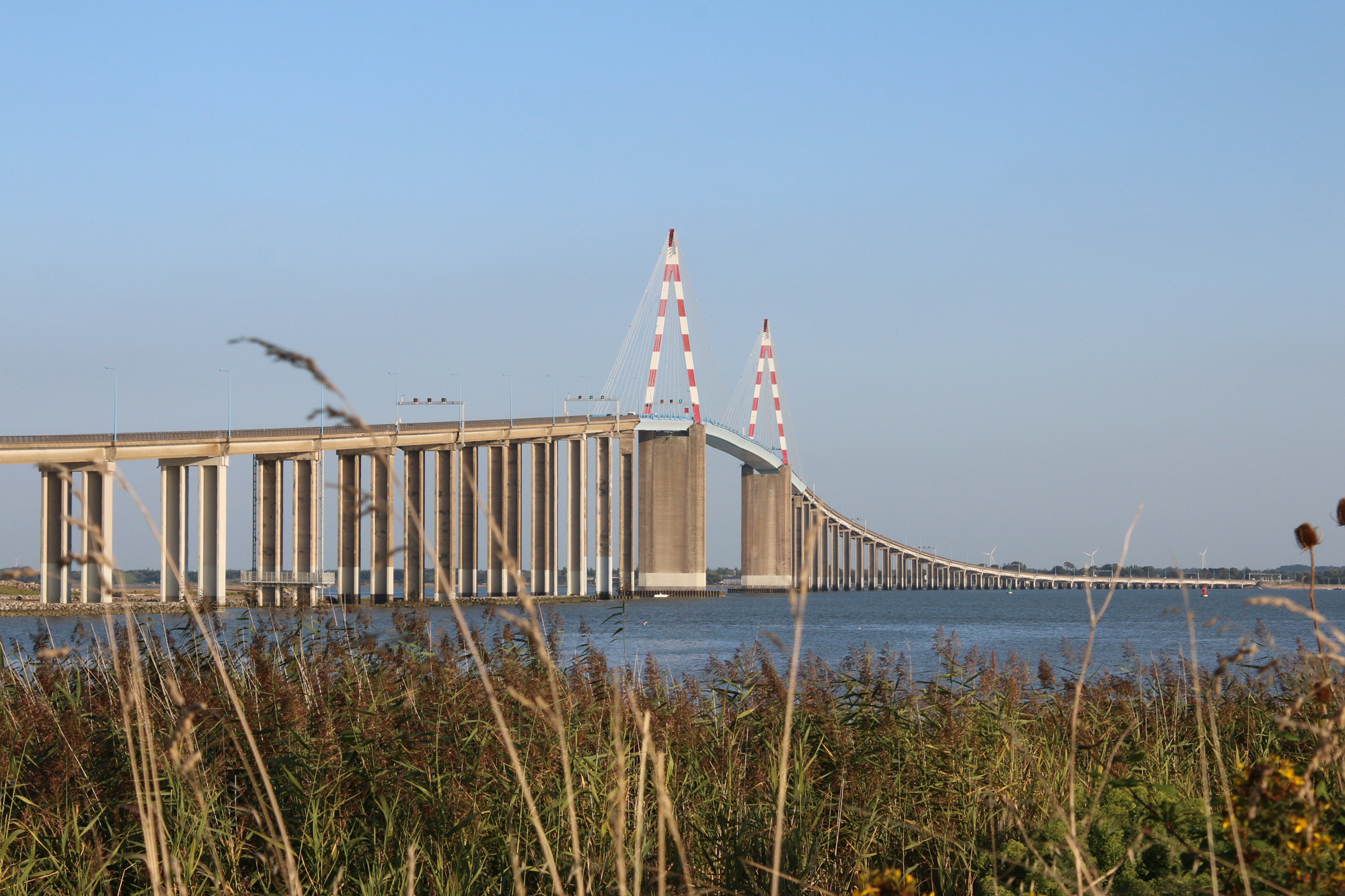
Il ponte sull'estuario della Loira che collega Saint-Nazaire, Montoir-de-Bretagne e Saint-Brevin-les-Pins.

## Ardèche
Sainte-Eulalie (Mont Gerbier de Jonc), Usclades-et-Rieutord, Saint-Cirgues-en-Montagne, Cros-de-Géorand, Le Lac-d'Issarlès, Lachapelle-Graillouse, Issarlès

## Alta Loira
Lafarre, Vielprat, Salettes, Arlempdes, Goudet, Saint-Martin-de-Fugères, Le Brignon, Chadron, Solignac-sur-Loire, Cussac-sur-Loire, Coubon, Brives-Charensac, Chadrac, Le Monteil, Chaspinhac, Polignac, Blanzac, Lavoûte-sur-Loire, Beaulieu, Saint-Vincent, Vorey, Chamalières-sur-Loire, Retournac, Beaux, Saint-Maurice-de-Lignon, Beauzac, Monistrol-sur-Loire, Bas-en-Basset, Malvalette, La Chapelle-d'Aurec, Aurec-sur-Loire

## Loira
Saint-Maurice-en-Gourgois, Saint-Paul-en-Cornillon, Unieux, Çaloire, Saint-Étienne (Saint-Victor-sur-Loire), Chambles, Saint-Just-Saint-Rambert, Bonson, Andrézieux-Bouthéon, Saint-Cyprien, Veauche, Veauchette, Craintilleux, Rivas, Unias, Cuzieu, Boisset-lès-Montrond, Montrond-les-Bains, Chalain-le-Comtal, Marclopt, Magneux-Haute-Rive, Saint-Laurent-la-Conche, Chambéon, Feurs, Cleppé, Mizérieux, Épercieux-Saint-Paul, Nervieux, Balbigny, Saint-Marcel-de-Félines, Saint-Georges-de-Baroille, Saint-Jodard, Pinay, Saint-Paul-de-Vézelin, Saint-Priest-la-Roche, Dancé, Bully, Saint-Jean-Saint-Maurice-sur-Loire, Cordelle, Villerest, Commelle-Vernay, Le Coteau, Perreux, Roanne, Vougy, Mably, Briennon, Pouilly-sous-Charlieu, Saint-Nizier-sous-Charlieu, Saint-Pierre-la-Noaille

## Saona e Loira
Iguerande, Melay, Saint-Martin-du-Lac, Artaix, Marcigny, Chambilly, Baugy, Bourg-le-Comte, Vindecy, L'Hôpital-le-Mercier, Saint-Yan, Varenne-Saint-Germain, Digoin (ponte-canale e ponte), La Motte-Saint-Jean, Saint-Agnan, Perrigny-sur-Loire, Gilly-sur-Loire (ponte), Saint-Aubin-sur-Loire, Bourbon-Lancy, Vitry-sur-Loire, Cronat

## Allier
Avrilly, Luneau, Chassenard (ponte), Molinet, Coulanges, Pierrefitte-sur-Loire, Diou, Dompierre-sur-Besbre, Beaulon, Garnat-sur-Engièvre, Saint-Martin-des-Lais, Gannay-sur-Loire

## Nièvre
Saint-Hilaire-Fontaine, Lamenay-sur-Loire, Charrin, Cossaye, Devay, Decize (ponte), Saint-Léger-des-Vignes, Sougy-sur-Loire, Avril-sur-Loire, Béard, Druy-Parigny, Fleury-sur-Loire, Luthenay-Uxeloup, Saint-Ouen-sur-Loire, Imphy, Chevenon, Sauvigny-les-Bois, Saint-Éloi (ponte), Sermoise-sur-Loire, Nevers (ponte), Challuy, Gimouille (confluenza dell'Allier), Marzy, Fourchambault, Garchizy, Germigny-sur-Loire, Tronsanges, La Marche, La Charité-sur-Loire (ponte), Mesves-sur-Loire, Pouilly-sur-Loire (ponte), Tracy-sur-Loire, Cosne-Cours-sur-Loire (ponte), Myennes, La Celle-sur-Loire, Neuvy-sur-Loire (ponte)

## Cher
Cuffy (confluenza dell'Allier), Cours-les-Barres, Jouet-sur-l'Aubois, Marseilles-lès-Aubigny, Beffes, Saint-Léger-le-Petit, La Chapelle-Montlinard (ponte), Herry, Couargues (ponte), Thauvenay, Ménétréol-sous-Sancerre, Saint-Satur (ponte), Bannay, Boulleret, Léré, Sury-près-Léré, Belleville-sur-Loire (Centrale nucleare di Belleville)

## Loiret
Beaulieu-sur-Loire (ponte), Bonny-sur-Loire (ponte), Châtillon-sur-Loire (ponte), Ousson-sur-Loire, Briare (ponte-canale), Saint-Firmin-sur-Loire (ponte-canale e ponte), Saint-Brisson-sur-Loire, Gien (ponti), Saint-Martin-sur-Ocre (ponte), Poilly-lez-Gien, Nevoy, Saint-Gondon, Dampierre-en-Burly, Lion-en-Sullias, Ouzouer-sur-Loire, Saint-Aignan-le-Jaillard, Sully-sur-Loire (ponte), Saint-Père-sur-Loire (ponte), Saint-Benoît-sur-Loire, Guilly, Germigny-des-Prés, Sigloy (ponte), Châteauneuf-sur-Loire (ponte), Ouvrouer-les-Champs, Saint-Denis-de-l'Hôtel (ponte), Jargeau (ponte), Mardié, Bou, Sandillon, Chécy, Saint-Denis-en-Val, Combleux, Saint-Jean-de-Braye, Saint-Jean-le-Blanc (ponte), Orléans (ponte), Saint-Pryvé-Saint-Mesmin (ponti), Saint-Jean-de-la-Ruelle, La Chapelle-Saint-Mesmin (ponte), Chaingy, Mareau-aux-Prés, Saint-Ay, Meung-sur-Loire (ponte), Baule, Dry, Lailly-en-Val, Beaugency (ponte), Tavers

## Loira e Cher
Saint-Laurent-Nouan (centrale nucleare), Lestiou, Avaray, Courbouzon (ponte), Muides-sur-Loire (ponte), Saint-Dyé-sur-Loire, Suèvres, Maslives, Montlivault, Cour-sur-Loire, Menars, Saint-Claude-de-Diray, Saint-Denis-sur-Loire, Vineuil, La Chaussée-Saint-Victor, Blois (ponti), Chailles, Chouzy-sur-Cisse, Candé-sur-Beuvron, Onzain (ponte), Chaumont-sur-Loire (ponte), Veuves, Rilly-sur-Loire

## Indre e Loira
Mosnes, Cangey, Limeray, Chargé, Pocé-sur-Cisse, Amboise (ponte), Nazelles-Négron, Noizay, Lussault-sur-Loire, Vernou-sur-Brenne, Montlouis-sur-Loire (ponte), Vouvray (ponte), Rochecorbon, La Ville-aux-Dames, Saint-Pierre-des-Corps, Tours (ponti, île aux Vaches), Saint-Cyr-sur-Loire (ponte), La Riche (ponte), Fondettes, Saint-Genouph, Luynes, Berthenay, Saint-Étienne-de-Chigny, Villandry (ponte), Cinq-Mars-la-Pile (ponte), Langeais (ponte), La Chapelle-aux-Naux (ponte), Saint-Michel-sur-Loire, Bréhémont, Saint-Patrice, Rigny-Ussé, Huismes, La Chapelle-sur-Loire, Chouzé-sur-Loire (ponte), Avoine (ponte, centrale nucleare di Chinon e confluenza dell'Indre), Savigny-en-Véron, Candes-Saint-Martin (confluenza della Vienne)

## Maine e Loira
Varennes-sur-Loire (ponte), Montsoreau (ponte), Turquant, Parnay, Souzay-Champigny, Villebernier, Saumur (ponti e isole Les Ponts), Saint-Martin-de-la-Place, Saint-Clément-des-Levées, Chênehutte-Trèves-Cunault, Les Rosiers-sur-Loire (ponte), Gennes (ponte), Le Thoureil, La Ménitré, Saint-Mathurin-sur-Loire (ponte), Saint-Rémy-la-Varenne (ponte), Blaison-Gohier, La Bohalle, La Daguenière, Sainte-Sulpice, Saint-Saturnin-sur-Loire, Saint-Jean-des-Mauvrets, Juigné-sur-Loire, Les Ponts-de-Cé (ponti), Sainte-Gemmes-sur-Loire, Mûrs-Erigné, Bouchemaine (alla confluenza della Maine), Saint-Jean-de-la-Croix, Savennières, Denée, Béhuard, Rochefort-sur-Loire, La Possonnière, Saint-Georges-sur-Loire, Chalonnes-sur-Loire (ponte, isole di Chalonnes e Touchais), Champtocé-sur-Loire, Saint-Germain-des-Prés, Montjean-sur-Loire (ponte e isola di Chalonnes), Ingrandes (ponte), Le Mesnil-en-Vallée (ponte), Saint-Laurent-du-Mottay, Saint-Florent-le-Vieil (ponte e isola Batailleuse), Le Marillais, Bouzillé, Liré, Drain, Champtoceaux (ponte), La Varenne.

## Loira Atlantica
Le Fresne-sur-Loire, Montrelais, Varades (ponte e isola Batailleuse), Anetz (isola Boire Rousse), Saint-Herblon, Ancenis (ponte, isole Boire Rousse e Kerguelen), Saint-Géréon, Oudon (ponte e isola Macrière), Le Cellier, Mauves-sur-Loire (ponte), La Chapelle-Basse-Mer (ponte), Saint-Julien-de-Concelles (ponte, isole Arrouix e della Chênaie), Thouaré-sur-Loire (ponte), Sainte-Luce-sur-Loire (ponte), Basse-Goulaine (ponte), Saint-Sébastien-sur-Loire (isole Héron, Forget e Pinette), Nantes (ponti), Rezé (ponte), Bouguenais, Saint-Herblain, Indre (depressione), Couëron, Saint-Jean-de-Boiseau, Le Pellerin (depressione), Cordemais, Saint-Étienne-de-Montluc, Frossay, Paimbœuf, Saint-Viaud, Donges, Corsept, Montoir-de-Bretagne (Ponte di Saint-Nazaire), Saint-Brevin-les-Pins (Ponte di Saint-Nazaire), Saint-Nazaire.